# Lysevatten (Västerlanda socken, Bohuslän)
Lysevatten är en sjö i Lilla Edets kommun i Bohuslän och ingår i Göta älv-Bäveåns kustområde. Lysevatten ligger i Svartedalen Natura 2000-område. Sjöns area är 0,026 kvadratkilometer och den befinner sig 130 meter över havet.